# Sette monache a Kansas City
Sette monache a Kansas City è un film del 1973 diretto da Marcello Zeani.